# Mihai Zafiu
Mihai Zafiu   (Albești, 9 de juny de 1949) és un piragüista romanès, ja retirat, que va competir durant la dècada de 1970.
El 1972 va prendre part en els Jocs Olímpics d'Estiu de Múnic, on va guanyar la medalla de plata en la prova del K-4 1.000 metres del programa de piragüisme. Formà equip amb Aurel Vernescu, Roman Vartolomeu i Atanase Sciotnic. Quatre anys més tard, als Jocs de Mont-real, fou quart en la mateixa prova. La tercera, i darrera, participació en uns Jocs fou el 1980, a Moscou, on guanyà una segona medalla de plata en la prova del K-4 1.000 metres. En aquesta ocasió formà equip amb Vasile Dîba, Ion Geantă i Nicuşor Eşanu.
En el seu palmarès també destaquen sis medalles al Campionat del Món en aigües tranquil·les, una d'or, quatre de plata i una de bronze, entre les edicions de 1970 i 1978.